# Willy De Sauter
Willy De Sauter (Dudzele, 13 november 1938) is een abstracte Belgische kunstschilder, tekenaar en ruimtelijk kunstenaar.
Het werk van De Sauter situeert zich tegelijk in de fundamentele en in de minimalistische kunst, echter "met een menselijk gelaat" wegens de  grote emotionele betrokkenheid van de kunstenaar bij het tot stand komen van zijn werk.
Zijn ganse oeuvre is consistent en met technische perfectie opgebouwd rond het onderzoek van de essentie van de kunst, op basis van herhaling met telkens minimale wijzigingen.
Hij woont en werkt in Tielt.

## Opleiding
Willy De Sauter studeerde van 1956 tot 1963 vrije en toegepaste grafische vormgeving aan het Sint-Lucasinstituut in Gent. Daarna ging hij in de grafische sector werken.

## Onderzoek naar de essentie
Begin jaren '60 schilderde hij landschappen, bloemen en marines in een figuratieve stijl, maar al eind jaren '60 kreeg zijn werk definitieve vorm toen hij zich ging toeleggen op de lijn als basis van de visualisatie.
Dit was de start van een coherent oeuvre dat hij gedurende zijn ganse verdere carrière zou opbouwen aan de hand van een intensief onderzoeksproces naar de minimale essentie van de schilderkunst door gebruik te maken van herhalingen van hetzelfde thema met telkens minimale afwijkingen. Zij werk kenmerkt zich door soberheid, ingetogenheid en een grote emotionele betrokkenheid, waardoor het soms ascetisch genoemd wordt. Er is nooit plaats voor improvisatie, elke stap is goed overwogen.

### De lijn
In 1971 begon De Sauter met een onderzoek naar de mogelijkheden van de autonome "lijn", wat resulteerde in werken van perfecte kaarsrechte lijnen, soms gecombineerd met een diagonale lijn, waarbij hij als graficus naar technische perfectie streefde.
Halfweg de jaren '70 beperkte zijn werk zich tot één enkele nauwelijks zichtbare lijn met witte verf op een wit doek. Hij ging nog verder in zijn experiment waardoor de lijn op het verder witte doek het visueel resultaat was van een plooi, een kreuk of gewoon de rand van het doek. Dit  beschouwde als de essentie van minimale vormgeving. Hij paste zijn methode van "herhaling" toe door het maken van boeken met tientallen bladzijden waarin hij blad per blad de uitdrukkingsmogelijkheid van één lijn verkende door er telkens een lichte afwijking in aan te brengen.  Zo kwam hij uiteindelijk terecht bij het lijnvlak, waarbij de lijn het volledige blad besloeg, op het eerste zich leek dit monochroom grijs, maar in werkelijkheid was het vlak opgevuld met uiterst fijne grafische technieken.

### Lijn en vlakken
Daarna begon hij met het onderzoek van de confrontatie van de lijn met een vlak, steeds minimalistisch geschilderd met enkel de kleuren wit, zwart en grijs. Ook hier bereikte hij de grenzen van de mogelijkheden en ging dan over tot de volgende stap met een combinatie van twee of meer vlakken met een lijn. Vanaf 1984 gebruikte hij ook nieuwe kleuren of materialen zoals goudverf, bladgoud, koper en messing.  Na de bouw van zijn nieuwe atelier waardoor hij meer ruimte had voegde hij ook een driedimensionaal effect werk toe. In eerste instantie door het werk enkel aan de bovenkant vast te hechten aan de muur waardoor de onderkant ging opkrullen. De volgende stap was het dikker maken van de omkadering dikker met gips. Dit leidde uiteindelijk tot het maken van sculpturen in gips, hout, koper en messing. Deze sculpturen hadden systematisch vlakke vormen, coherent met zijn minimalistische stijl, in het begin dikwijls afgeschuinde vierkante tegels.

### Architectuur, lijn en vlakken
Rond 1986 krijgt De Sauter meer interesse voor de architectuur van moderne rechtlijnig samengestelde gebouwen, vooral van het interbellum,  en krijgen lijn en vlak een gelijkwaardige positie. Hij neemt willekeurige elementen van die gebouwen op die hij in zijn tekeningen, schilderijen of sculpturen transformeert naar vlakken en lijnen. Hij werkte nu met houtskool en lakverf.

### Monochrome krijtschilderijen op houten panelen
Zijn latere werken werden abstracter. De architectuur was nog steeds zijn uitgangspunt, maar hij koos niet langer voor specifieke gebouwen.  Rond 1990 start hij met krijtschilderijen waarin de lijn nog steeds als essentieel element aanwezig was. Sinds 2000 hij ging zich toeleggen op monochrome werken, hoofdzakelijk uitgevoerd met krijt op houten panelen. Hij gebruikte hiervoor de ambachtelijke methode van de Vlaamse Primitieven door de panelen voor te bereiden met meerdere lagen krijt en dierlijke lijm. De intensiteit van het werk werd bepaald door de confrontatie van mat, glad en glanzend en door de textuur van het penseel of het mes. De arbeidsintensieve voorbereiding was meteen het eindwerk van deze panelen die soms zeer grote afmetingen hadden. Sinds 2014 ging hij meer pigmenten van hetzelfde kleur aan toevoegen, waardoor de monochrome werken iets meer kleur kregen.

### Ruimtelijke presentatie voor visuele rust
Zijn tentoonstellingen zijn een ruimtelijke presentatie waarin het visuele rust wil creëren. De schilderijen, tekeningen en sculpturen vormen een geheel met de omgeving waarin ze worden gepresenteerd. Licht en schaduw maken deel uit van de ervaring van de toeschouwer. De Sauter wisselt ritmisch de accrochage van zijn schilderijen aan de muur af met horizontale en verticale posities, sommigen werken liggen op de grond of staan tegen de muur, andere liggen op een tafel of op een van zijn tafelsculpturen, met hiertussen zijn minimalistische sculpturen in een harmonieuze opstelling. Voor zijn schilderijen gebruikt hij niet alleen het doek, blad of paneel als drager, maar vervaardigt hij ook het 'object' schilderij door het monochroom schilderen van voorwerpen, zoals bijvoorbeeld een tafel of gebruiksvoorwerpen die hij minutieus in piepschuim heeft nagemaakt.

## Erkenning
In 1976 werd hij laureaat van de Prijs Jonge Belgische Schilderkunst.

## Tentoonstellingen en collecties
Willy De Sauter nam deel aan meer dan 300 solo- en groepstentoonstellingen zowel in België als in het buitenland.  Zijn werk werd aangekocht door de Belgische Staat en de Vlaamse Gemeenschap en is onder andere opgenomen in de collecties van het Museum voor Schone Kunsten, het Museum Voorlinden (Caldic Collection) in Wassenaar, het MHKA Antwerpen, het Centre de la Gravure in La Louvière, de Pasfoundation (Private Art Support Foundation), het Groeningemuseum in Brugge, het Museum Dhondt-Dhaenens in Sint-Martens-Latem, het S.M.A.K. in Gent, de Nationale Bank van België in Brussel, het Modern Museum van Brussel, de collecties van ING en Belfius Bank en in de collecties van privéverzamelaars.